# Antarchaea nyctichroa
Antarchaea nyctichroa är en fjärilsart som beskrevs av George Francis Hampson 1926. Antarchaea nyctichroa ingår i släktet Antarchaea och familjen nattflyn. Inga underarter finns listade i Catalogue of Life.